# Liesel Bach

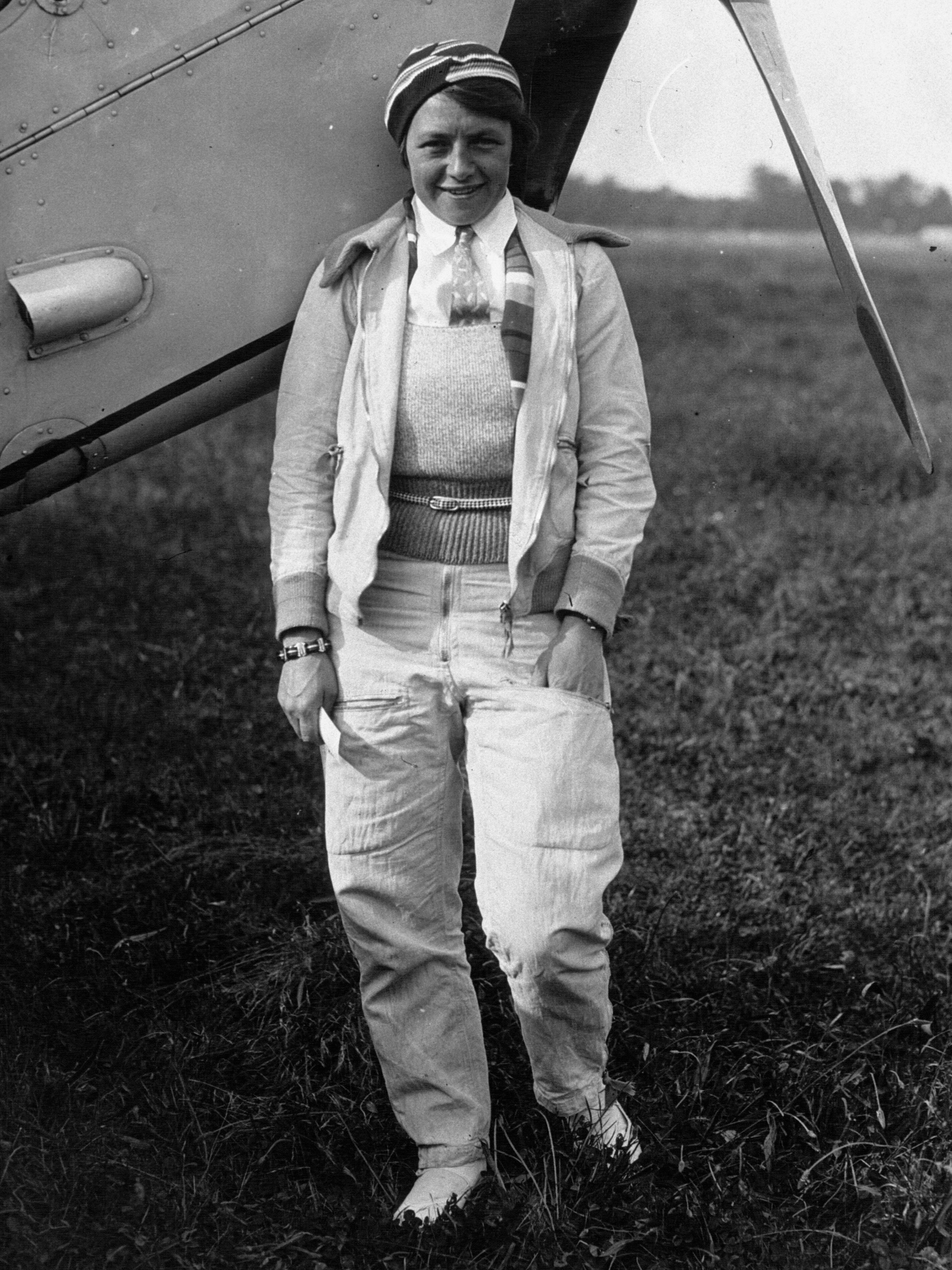
Liesel Bach (1932)

Elisabeth Bach, besser bekannt als Liesel Bach (* 14. Juni 1905 in Bonn; † 21. Januar 1992 in Bandol, Département Var), war die wohl erfolgreichste deutsche Kunstfliegerin zwischen 1930 und 1970.

## Die Anfangszeit
Liesel Bach, von klein auf sportbegeistert, verlor früh ihre Mutter. Sie begeisterte sich für Hockey und Tennis, Reiten und Leichtathletik, besonders aber für den Wassersport. Beim Turmspringen errang sie mehrfach Siege und war sogar für die Olympiateilnahme 1928 in der engeren Wahl. Dem Wunsch ihres Vaters, Inhaber einer Maschinenfabrik, den Beruf der Schneiderin zu lernen, mochte sie nicht folgen, da er ihren Neigungen zu sehr entgegenstand. So erreichte sie, dass sie sich zur Turn- und Sportlehrerin ausbilden lassen durfte. Diesen Beruf übte sie später in Berlin auch aus. Ihre erste Berührung mit der Fliegerei hatte sie auf dem  Flugplatz Hangelar bei Bonn, als sie mit einem Bekannten mitfliegen durfte. Spontan trat sie, als einziges weibliches Mitglied, in den Ortsverein des DLV und in die dortige Segelfliegergruppe ein. Mit der Letzteren war sie sogar zum 10. Rhön-Segelflugwettbewerb auf der Wasserkuppe. Bald danach begann sie im Kölner Klub für Luftfahrt beim Fluglehrer Jakob Möltgen ihre Flugausbildung, die mit der Prüfung für den A2-Schein im November abgeschlossen war. Liesel Bach war somit die erste Kölner Pilotin. Im April 1930 folgte auch der Kunstflugschein. Wenig später meldete sie sich mit einer vom Klub geliehenen Klemm Kl 26 (D-1798) bereits für die erste deutsche Damen-Kunstflugmeisterschaft an, die am 29. Mai 1930 in Hangelar ausgetragen wurde und die sie als Neuling gegen ihre acht z. T. wesentlich erfahreneren Kolleginnen gewann. Der Wertungsrichter war Dipl.-Ing. Joachim von Koeppen von der DVL. Diesen Titel konnte sie dann erstmals 1931 und mehrmals in den Folgejahren erfolgreich verteidigen.

## Sportliche Erfolge
War sie bei ihren ersten Wettbewerben noch mit einer geliehenen Maschine geflogen, so konnte sie bald mit einer eigenen L 26a antreten, die einen Argus-Motor As 8 hatte (D-1916). Damit nahm sie an vielen Flugtagen in Deutschland und in anderen europäischen Staaten teil.
Ende 1931 unternahm sie mit ihrer Maschine den ersten Fernflug, der sie nach Sardinien führte. Da sie wegen schlechten Wetters dort nicht landen konnte, flog sie nach Italien zurück, wo sie bei Rom wegen Kraftstoffmangels eine Außenlandung machen musste. Da sie sich zu der Zeit bereits mit Plänen für einen Weltflug beschäftigte, kann dieser Flug eine kleine Probe gewesen sein. Sie wandte sich schon damals dem Nationalsozialismus zu, den sie dann auf allen ihren Auslandsreisen verteidigte und zu rechtfertigen suchte.
Nachdem Liesel Bach bereits 1930 und 1931 in Mailand den noch inoffiziellen Titel als Internationale Kunstflugmeisterin gewonnen bzw. verteidigt hatte, gelang ihr am 28. April 1934 mit einer Neukonstruktion von Klemm, der Kl 28 XIV (D-2495), in Vincennes bei Paris der Sieg bei der Internationalen Damen-Kunstflugmeisterschaft (Coupe Féminine), was damals der Weltmeisterschaft entsprach. Sie hatte dabei allerdings nur eine einzige Konkurrentin, die Französin Hélène Boucher, weil Vera von Bissing wegen Krankheit und die zweite französische Teilnehmerin, Adrienne Bolland, wegen technischer Probleme an ihrem Flugzeug nicht teilnehmen konnten. Auch diesen Titel konnte sie ein Jahr später in Rouen verteidigen. Im selben Jahr nahm sie an der Deutschen Kunstflugmeisterschaft teil und erzielte als einzige Frau unter den Teilnehmern einen sehr guten 3. Platz. Da ihre Klemm auf einem von Jakob Möltgen durchgeführten Überführungsflug nach einer Notlandung vollständig verbrannt war, hatte sie Gerhard Fieseler dessen RaKa RK 26a Tigerschwalbe (D-1616) abkaufen können, mit der sie nun mehrere Flugtage und Wettbewerbe bestritt.
1936, anlässlich der Olympiade in Berlin, fanden auch zwei Kunstflugveranstaltungen statt. Einmal der Damen-Kunstflugwettbewerb zur Eröffnung des Flugplatzes in Rangsdorf im Juli, wo sie, zuerst in der Pflicht noch knapp führend, am Ende den Sieg Vera von Bissing überlassen musste. Zum anderen der Großflugtag in Tempelhof wenige Tage später, wo das Publikum als Bewerter die beiden Pilotinnen in genau umgekehrter Reihenfolge beurteilte, Liesel Bach also zur Siegerin machte.
Beim IV. Internationalen Flugmeeting 1937 in Zürich traten die beiden Fliegerinnen nur im Schauprogramm auf, Liesel Bach nun mit einer Bü 133 Jungmeister. Erneut im sportlichen Wettkampf sah sie sich beim Zuverlässigkeitsflug der Sportfliegerinnen 1938, bei dem ihr und den zwölf weiteren Teilnehmerinnen, alle auf Klemm Kl 25, allerdings Melitta Schiller den Sieg wegschnappte. Das konnte sie beim gleichen Wettbewerb im Folgejahr wieder ausgleichen, den sie, diesmal auf einer Bü 180 Student, zusammen mit ihrer Orterin Deppermann klar gewann.

## Die Kriegszeit
Über ihre Tätigkeit während des Zweiten Weltkriegs gibt es nur wenig Informationen. So soll sie für die Luftwaffe als Kunstfluglehrerin tätig gewesen sein, später aber als Angehörige des Überführungsgeschwaders 1 Flugzeuge von den Herstellerwerken zu den Luftparks überführt haben. Nach eigenen Angaben seien das Flugzeuge bis zur Junkers Ju 87 gewesen, für die ihr B2-Schein ausreichte.

## Nachkriegszeit
Nach dem Krieg verbrachte sie auf Einladung drei Jahre in Indien, wo sie das wieder tun konnte, was zu Hause den Deutschen untersagt war, nämlich fliegen. Nachdem sie die Möglichkeit bekommen hatte, auf einer de Havilland Tiger Moth  und einer DHC-1 Chipmunk zu trainieren, trat sie im Februar 1951, wieder mit einer Tiger Moth, auf dem Flugplatz Kanpur vor 100.000 Zuschauern zum Asiatischen Kunstflugwettbewerb an, bei dem sie den Titel auch gewann. Die Siegestrophäe überreichte ihr der damalige Präsident der indischen Republik, Rajendra Prasad. Damit sie sich einen Traum erfüllen konnte, stellte ihr der Chief Minister der Vereinigten Provinzen, Sir Govind Ballabh Pant, sein Flugzeug zur Verfügung, eine zweimotorige Beech 18. Damit startete sie Ende März 1951 vom Flugplatz Halvani an der Grenze zu Nepal zur Überquerung der Himalaja-Kette, die sie damit als erste Frau überflog. Nach 2½ Stunden landete sie wieder am Ausgangspunkt. Die Indische Luftwaffe gestattete ihr sogar, auf ihre Fähigkeiten vertrauend, ein paar Platzrunden in einer Spitfire zu drehen, wenn auch nur in einer zweisitzigen mit Sicherheitspilot, der aber nie einzugreifen brauchte. Ihren Kunstflugtitel konnte sie ein Jahr später in Ceylon verteidigen. Dort musste sie in der Herrenklasse antreten, da keine eigene Damenkonkurrenz geflogen wurde. Sie wurde in der Gesamtwertung Zweite. 1953, vor der Rückkehr nach Deutschland, wurde sie noch vom Ministerpräsidenten Jawaharlal Nehru empfangen.
Zu Hause angekommen, erhielt sie von der Divina-Film GmbH das Angebot, für deren Film Sterne über Colombo Flugszenen zu fliegen und sogar in einer kleinen Rolle selbst aufzutreten.

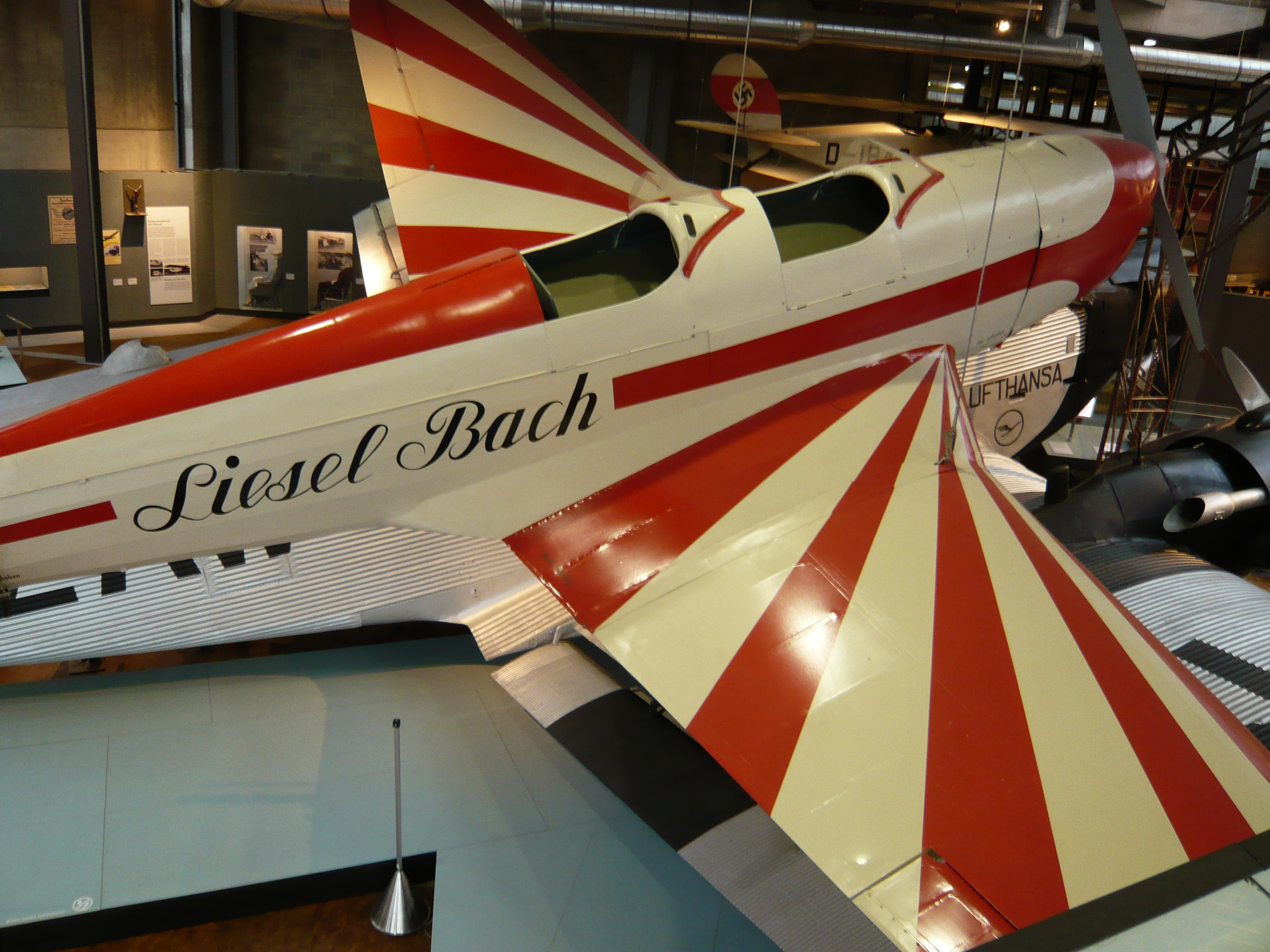
Die Klemm Kl 35 B im Deutschen Technikmuseum

Nachdem Deutschland 1955 die Lufthoheit zurückerhalten hatte, konnte sie sich ein neues Flugzeug zulegen, eine Klemm Kl 35 B mit dem stärkeren Motor vom Typ Hirth HM 506 mit 160 PS. Damit beteiligte sie sich an verschiedenen Wettbewerben, wie Deutschlandflügen, sowie an der 10. Deutschen Kunstflugmeisterschaft und 1963 an der Europameisterschaft im Kunstflug für Damen, die sie auch gewann. Dieses Flugzeug steht heute im Deutschen Technikmuseum in Berlin. Bis ins Alter von 70 Jahren flog sie, bis sie wieder zu ihren Anfängen zurückkehrte, zum Tennis. Dazu zog sie in eine entsprechende Anlage nach Südfrankreich, nach Bandol, wo sie 1992 starb.

## Rezeption
Im Rahmen der Neubenennung eines Platzes an der Nordseite der Rheinhallen in Köln-Deutz 2006 schlug die Bürgerbewegung pro Köln Bach als Namensgeberin vor. Aufgrund Bachs Sympathien für den Nationalsozialismus, den sie unter anderem im Rahmen der Reichspräsidentenwahl 1932 aktiv mit einem Werbeflug unterstützte, wurde dieser Vorschlag abgelehnt.
In Böblingen-Flugfeld ist eine Straße nach Bach benannt.

## Werke
- Bordbuch D 2495. Zeitgeschichte-Verlag, Berlin 1937 (mit einem Vorwort von Friedrich Christiansen).
- Den alten Göttern zu. Eine deutsche Fliegerin in Indien. Greven, Köln 1954.